# Loganburn Reservoir
Das Loganburn Reservoir ist ein Stausee in der Region Otago auf der Südinsel von Neuseeland.

## Geographie
Der Stausee befindet sich im Hochland von Otago, rund 15 km westsüdwestlich von Middlemarch und rund 6 km südsüdöstlich des 38 km² großen Feuchtgebiets der Serpentine Flat. Die Rock and Pillar Range liegen rund 4,5 km östlich entfernt. Der rund 13,5 km² große See erstreckt sich über eine Länge von rund 7,0 km in Südwest-Nordost-Richtung und misst an seiner breitesten Stelle rund 3,8 km in Nordnordwest-Südsüdost-Richtung. Sein Umfang bemisst sich mit rund 26,5 km und die Seehöhe des Stausees, der zum einen als Wasserspeicher für die Bewässerung des Umlandes dient und zum anderen beim Bewässerungsvorgang durch ein kleines Kraftwerk Strom erzeugt, liegt um die 810 m.
Im südlichen Teil des Sees befindet sich eine rund 9,7 Hektar große Insel.
Der Stausee ermöglicht die kontinuierliche Bewässerung einer Fläche von 93 km² landwirtschaftlicher Fläche.

## Staumauer
Am nördlichen Ende des Stausees befindet sich die im Jahr 1983 um 80 cm erhöhte Staumauer, die eine Länge von rund 105 m besitzt und eine ungefähre Höhe von 10 m aufweist. Das kleine Kraftwerk und der Überlauf des Stausee liegen rund 140 m in nordwestlicher Richtung. Das Fassungsvermögen des Stausee beträgt seit der Erhöhung der Staumauer 85 Millionen Kubikmeter.

## Umwelt
Für das Staudammprojekt und den See wurden rund 500 Hektar des Feuchtgebiets des Great Moss Swamp geopfert.